# Quinto Impero
L'espressione Quinto Impero (in portoghese, Quinto Império) è utilizzata per indicare un mito messianico-millenarista elaborato nel XVII secolo dal gesuita portoghese António Vieira, soprattutto in un suo libro pubblicato postumo nel 1718 e intitolato História do Futuro. 

## Descrizione
Nell'interpretare un passaggio del libro biblico di Daniele (2, 31-45), António Vieira pronostica l'avvento di un futuro impero portoghese e cristiano, il cui dominio si estenderà, secondo l'autore, a tutto il mondo, succedendo a quattro precedenti grandi imperi del passato: Assiro, Persiano, Greco e Romano.
L'interpretazione di Vieira si basò anche sulla lettura e sul commento delle quartine vaticinanti intitolate Trovas e attribuite al calzolaio portoghese Gonçalo Annes Bandarra, vissuto nel XVI secolo.
Associandosi a volte a un'altra credenza messianica portoghese denominata Sebastianismo, il Quinto Impero è un tema ricorrente nella letteratura e nel pensiero portoghesi (nonché brasiliani) anche nei secoli successivi, in particolare in autori del Novecento quali Fernando Pessoa e Agostinho da Silva, e in seguito da altri, come Paulo Borges.